# Congrégation du Sacré-Cœur
 (janvier 2021).
La Congrégation du Sacré-Cœur de Jésus, dont les membres sont parfois appelés les Pères et Frères de Timon-David, est une congrégation religieuse de droit pontifical fondée dans les années 1850 à Marseille par le père Timon-David sous les conseils de saint Eugène de Mazenod. La vocation première de la congrégation est l'évangélisation des milieux ouvriers par les œuvres de jeunesse, et plus particulièrement les patronages.
Elle ne doit pas être confondue avec la congrégation des Prêtres du Sacré-Cœur de Saint-Quentin fondée par le Léon Dehon en 1878.

## Historique

### Le père Timon-David, collaborateur de l'abbé Allemand
Les débuts de la congrégation sont très liés à la personnalité du père Joseph-Marie Timon-David. Discernant sa vocation sacerdotale, il est envoyé par son évêque, le bienheureux Eugène de Mazenod, au séminaire Saint-Sulpice. Là, il rencontre notamment dom Guéranger, qui a restauré l'abbaye de Solesmes, et l'abbé Henri Planchat, encore séminariste.
Au séminaire, il prend conscience que l'Église doit adapter son langage aux milieux ouvriers, de plus en plus nombreux.
Après son ordination sacerdotale en 1846, l'abbé Timon-David retourne dans son diocèse de Marseille. Il rejoint alors l'œuvre de l'abbé Allemand, l'Œuvre de la Jeunesse Ouvrière. Cette œuvre se concentre alors autour d'un patronage. Ce dernier occupe les jeunes ouvriers en dehors de l'atelier, les divertissants en évitant de les envoyer dans les cabarets et, dans un second temps, leur apprendre les bases du catéchisme catholique. L'abbé Timon-David s'applique alors à faire germer parmi les jeunes qui lui sont confiés la dévotion au Sacré-Cœur de Jésus.
Mais l'abbé Timon-David prend cependant un chemin différent de celui tracé par l'abbé Allemand. Il estime que pour mener les jeunes au Christ, il convient de confier le patronage à une communauté religieuse, et non plus seulement à des prêtres séculiers.

### La fondation de la Congrégation du Sacré-Cœur
Le 22 novembre 1852, Mgr de Mazenod reconnaît l'existence canonique de la congrégation et, en 1859, les premiers frères prononcent leurs premiers vœux.
En 1876, la congrégation est reconnue de droit pontifical. Dans la foulée, le premier chapitre général se réunit et élit le père Timon-David comme premier supérieur-général.

### L'extension de l'œuvre après la mort du père Timon-David
L'œuvre reste longtemps cantonnée aux maisons fondées du vivant du père Timon-David. Mais la loi de 1901 sur les congrégations religieuses impose aux frères du Sacré-Cœur de se séparer. Cependant, certaines maisons de la congrégation sont rachetées par des particuliers qui permettent aux religieux d'y rester et de continuer leurs œuvres.
En 1903, la congrégation répond à l'appel de Mgr Cantel, évêque d'Oran, et fonde dans la ville épiscopale un patronage.
La Première Guerre mondiale ravage la congrégation, qui perd alors près de la moitié de ses religieux.
La congrégation se relève doucement après la guerre, et connaît un sursaut des vocations. De nouvelles maisons sont ouvertes à Oran et à Marseille. Un noviciat interne est fondé dans ses années-là.
Après la Seconde Guerre mondiale, la congrégation connaît une nouvelle croissance en France avec la création de maisons en Bretagne, mais aussi à l'étranger en Espagne et en Belgique.

### Depuis les années 1970: une congrégation en reflux
En 1967, et dans l'élan suivant le deuxième concile du Vatican, la congrégation se réunit en chapitre général pour ré-actualiser son mode de vie. Les maisons étrangères sont alors fermées, et les maisons françaises réduites en nombre.
En 1976, la congrégation ferme définitivement sa maison à Oran.

## Les implantations de la Congrégation
En 2022, la congrégation ne possède que des œuvres en France, à Marseille, Béziers et Ajaccio.
En outre, elle possède la tutelle sur quelques établissements scolaires du sud de la France.

### Ouvrages du RP Timon-David
- Le vœu de servitude, 1846
- Méthode pour la direction des œuvres, 1856
- La protection du Sacré-Cœur sur l'Œuvre de la jeunesse ouvrière, 1885
- Testament spirituel, 1885
- Sermons, 4 t., 1968

### Ouvrages sur la congrégation
- Constitutions de 1859, de 1876, de 1982